# کارت حافظه

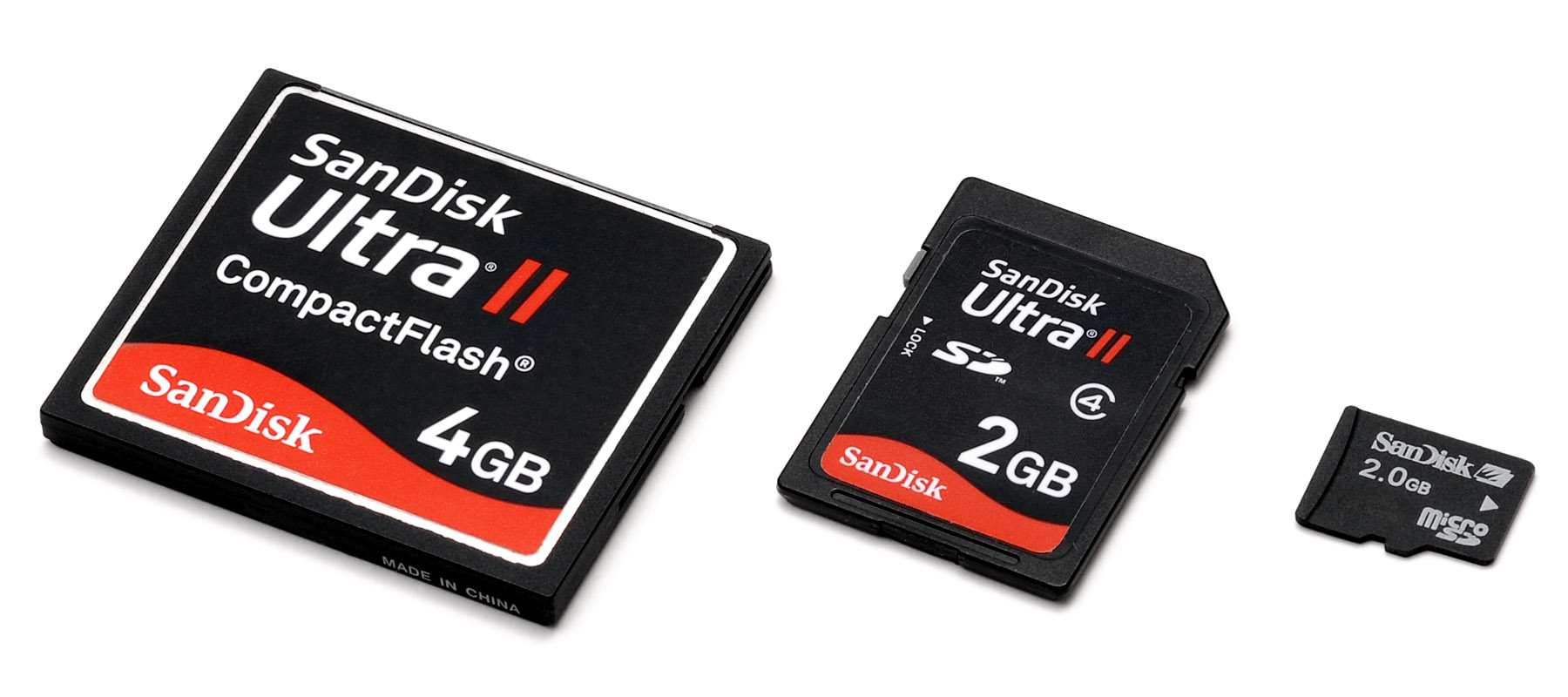
با مینیاتوری‌سازی کارت حافظه اندازه آن‌ها به مرور زمان کوچک‌تر شده‌است.

کارت حافظه یا مِموری کارت (به انگلیسی: Memory card) یک رسانه جداشدنی و دستگاه ذخیره‌سازی داده است که با استفاده از حافظه فلش می‌تواند داده‌ها به‌صورت حافظه غیرفرار ذخیره کند. کارت حافظه برای ذخیره و انبارکردن اطّلاعات دیجیتالی به کار می‌رود. کارت‌های حافظهٔ دیجیتال، معمولاً در بسیاری از دستگاه‌های الکترونیکی از جمله دوربین‌های دیجیتالی، تلفن همراه، لپ‌تاپ‌ها، دستگاه پخش صوتی دیجیتال و کنسول بازی استفاده می‌شوند. کارت‌های حافظه کوچکند و امکان نوشتن و پاک کردن چندبارهٔ اطلاعات در آن‌ها وجود دارد، همچنین بدون نیاز به برق اطلاعات را حفظ می‌کنند.

## نام

مقایسه اندازه مموری کارت‌ها

در ایران بیشتر افراد به کارت حافظه، رَم می‌گویند که اشتباه بوده و ممکن است افراد آن را با رَم (حافظه دسترسی تصادفی) اشتباه بگیرند. حافظه دسترسی تصادفی قطعه‌ای است که برای ذخیره موقت داده‌ها ساخته شده‌است و بیشتر با CPU تعامل دارد درصورتی که کارت حافظه یک رسانه جداشدنی است که برای ذخیره دائم داده‌ها ساخته شده‌است. نیاز به اشاره است که نام حافظه اس‌دی نیز به این دستگاه ذخیره‌سازی داده گفته می‌شود.

## پیشینه
پایه و اساس فناوری کارت حافظه، فلش مموری است. فلش مموری قطعه‌ای الکترونیکی است که در یواس‌بی فلش درایو، اس‌اس‌دی و کارت حافظه بکار می‌رود. فلش مموری در سال ۱۹۸۰ میلادی، توسط فوجیو ماسوکا در شرکت توشیبا اختراع و سپس تجاری شد. در سال ۲۰۰۰ میلادی، شرکت‌های زیمنس، پاناسونیک و توشیبا جایگزین کارت چندرسانه‌ای ((MMC) MultiMediaCard) تحت عنوان حافظه اس‌دی (Secure Digital (SD)) را معرفی کردند. بعدها شرکت سونی نیز با طراحی و تولید مموری استیک (Memory Stick)، در دوربین‌های دیجیتالی، کنسول‌های پرتابل و موبایل‌های خود استفاده کرد. در سال ۲۰۱۶ میلادی، شرکت سامسونگ، نوع تازه‌ای از کارت حافظه را تولید کرد. کارت‌های UFS از سرعت بالاتری نسبت به کارت‌های microSD دارند اما هنوز پشتیبانی بیشتر شرکت‌ها از این نوع کارت حافظه نشده‌است.
استاندارد نو SD Express نیز از جانب توسعه دهنده‌های حافظه اس‌دی تولید می‌شود. این استاندارد نو، فناوری ان‌وی‌ام اکسپرس را به کاربر اجازه دسترسی می‌دهد. پشتیبانی این کارت‌های حافظه از PCI-E 3.0 باعث دسترسی به سرعت ۹۸۵ مگابایت بر ثانیه است. نیاز به اشاره است که برای دسترسی به این سرعت نیاز به استاندارد UHS-II است که تاکنون هیچ گوشی هوشمندی از این استاندارد پشتیبانی نکرده‌است. شرکت هواوی نیز استاندارد نو خود به نام نانو مموری را معرفی کرده‌است اما هنوز این استاندارد سرعت پایین و قیمت بالایی دارد و به سادگی قابل دسترس نیست و هنوز در انحصار هواوی است.

## نوع‌ها

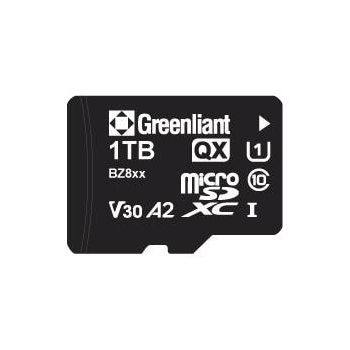
یک مموری کارت از نوع مایکرواس‌دی با حافظهٔ ۱ ترابایت از شرکت آمریکایی Greenliant

کارت‌های حافظه دارای نوع‌های بسیاری است که به دو دسته کلی تقسیم می‌شوند. دسته نخست از نظر اندازه تقسیم و دسته بعدی از نظر فناوری تقسیم می‌شود.

### از نظر فناوری
فناوری کارت‌های حافظه بسیار مهم است و هر نسل سرعت بیشتری را ارائه می‌کند. اس‌دی با گنجایش بالا ((SDHC) SD High Capacity) و اس‌دی با گنجایش بیشتر ((SDXC) SD Extended Capacity) دو نوع فناوری مهم در تعیین گنجایش حافظه و سرعت کارت حافظه هستند.
کارت‌های حافظه از نوع SDHC، نسل سوم محسوب می‌شوند و مطابق با استاندارد SDA 2.0 هستند. گنجایش کارت‌های حافظه با این نوع فناوری به‌طور معمول میان 4GB تا 32GB است.
کارت‌های حافظه از نوع SDXC، نسل چهارم محسوب می‌شوند و مطابق با سامانه فایل‌بندی اکس‌فت (exFAT) هستند. گنجایش کارت‌های حافظه با این نوع فناوری به‌طور معمول میان 32GB تا 2TB است. این نوع کارت‌های حافظه از استاندارد UHS-I و UHS-II نیز پشتیبانی می‌کنند. همچنین با استانداردهای SDA 3.0 و SDA 4.0 مطابقت دارد. کارت‌های حافظه با این نوع فناوری سرعت انتقال داده‌ای معادل 104MB/S و 312MB/S دارند.

### از نظر اندازه

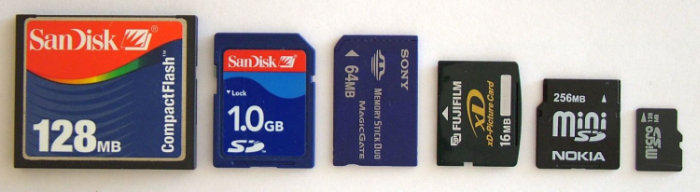
Compact Flash, Secure Digital (SD), Memory Stick, XD, MiniSD, MicroSD

کارت حافظه از ابتدای تولید در اندازه‌های متفاوتی طراحی شده‌است. اما سه نوع آن بسیار میان کاربرها محبوب است. FullSD, MiniSD و MicroSD از محبوب‌ترین اندازه‌های کارت حافظه هستند. کارت‌های حافظه SD و SDHC به صورت Full SD, miniSD و microSD و کارت‌های حافظه SDXC به صورت Full SD و microSD تولید می‌شوند.

## خرید
برخی از مموری کارت‌ها دارای گارانتی ۵ ساله، ۱۰ ساله یا مادام العمر هستند.

## نگارخانه

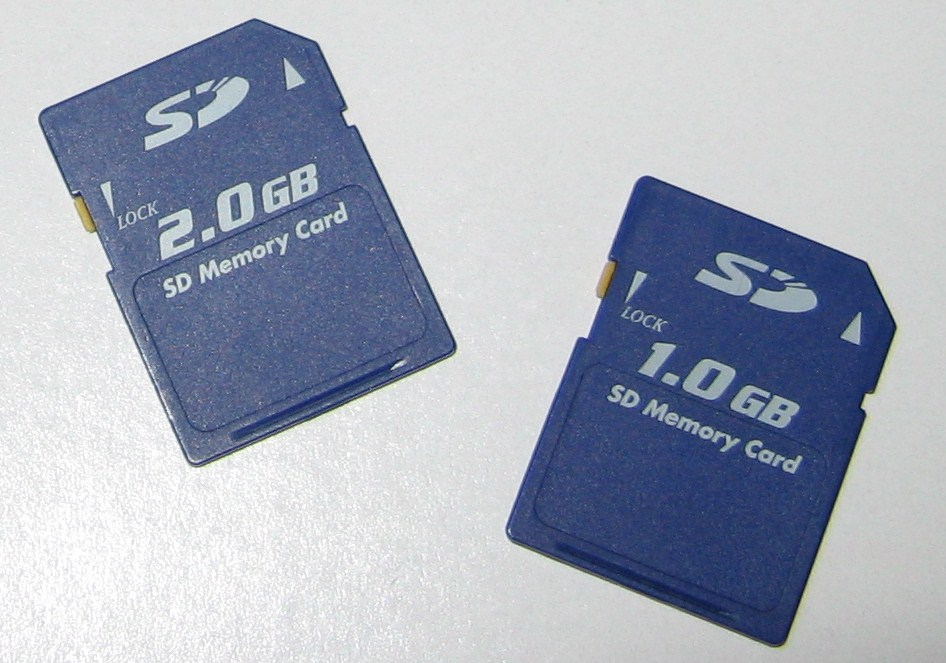
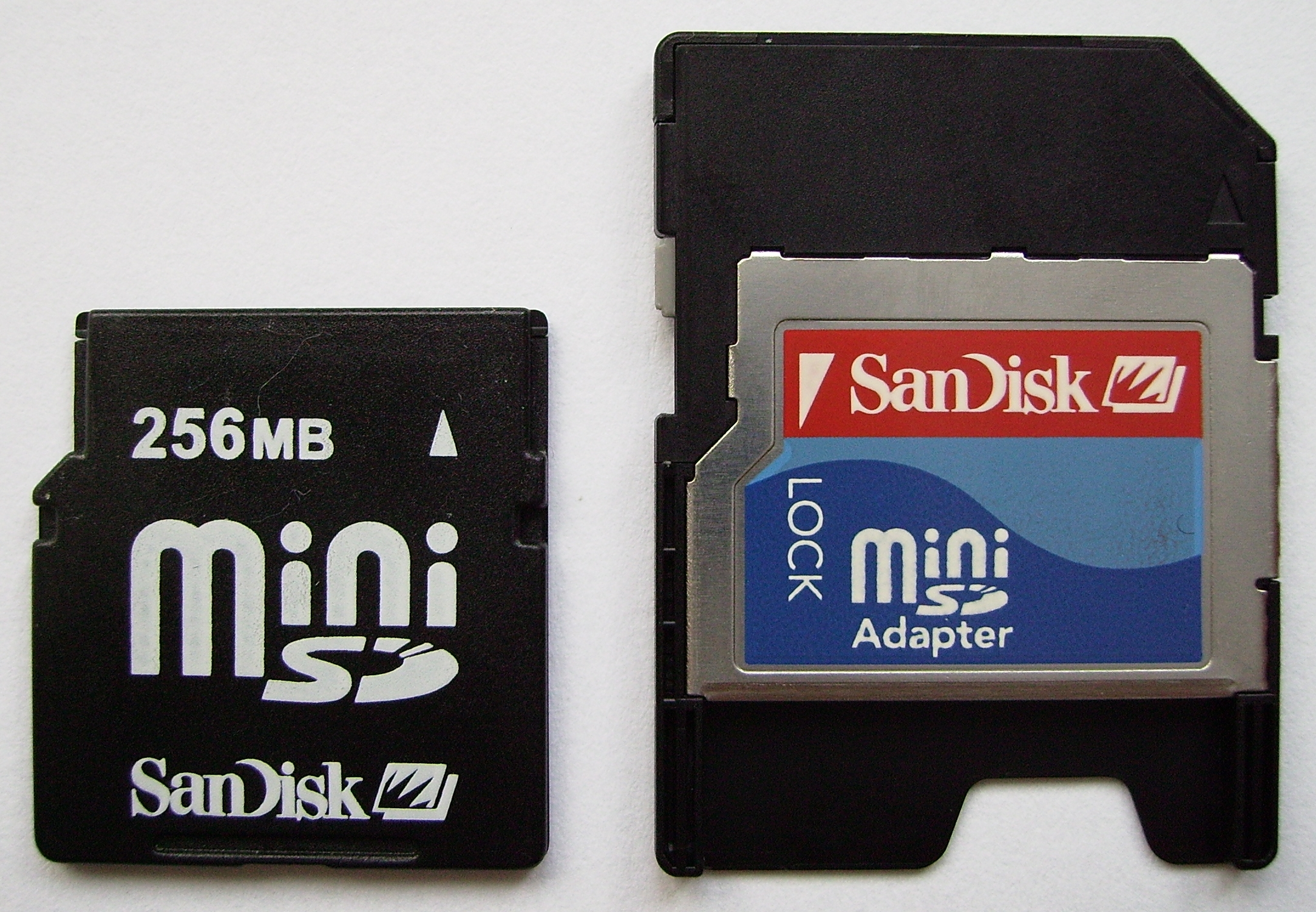
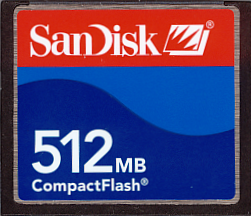
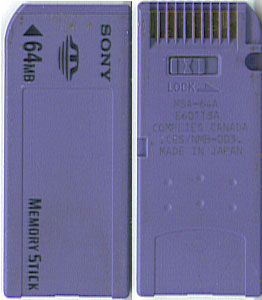
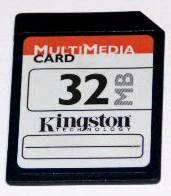
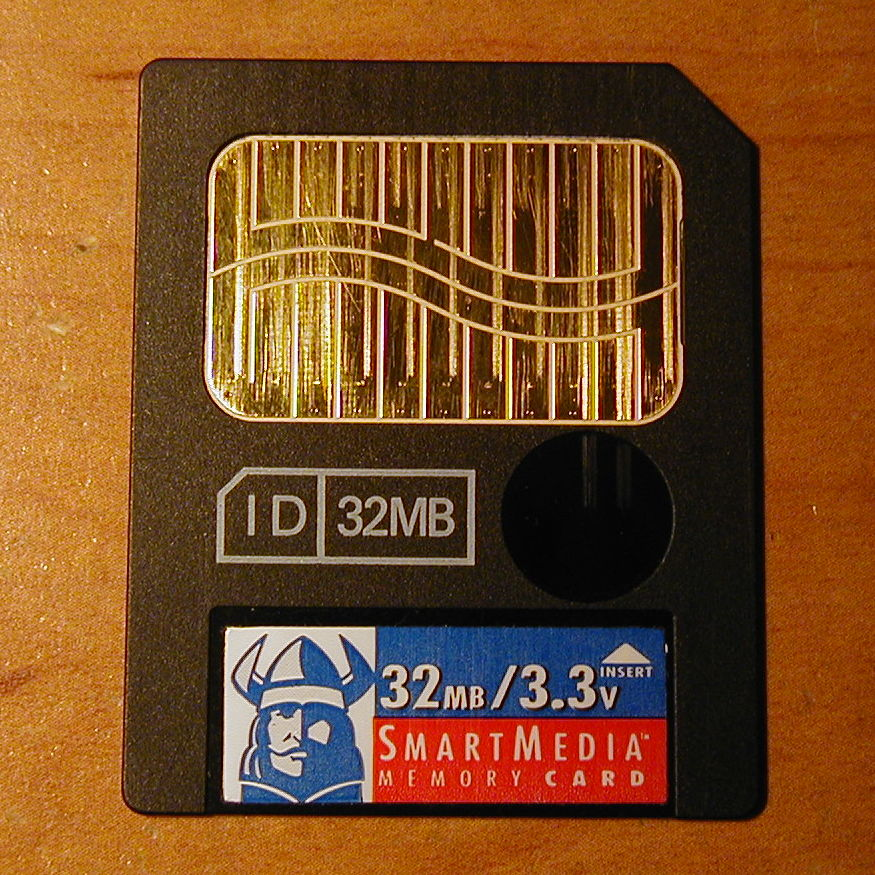
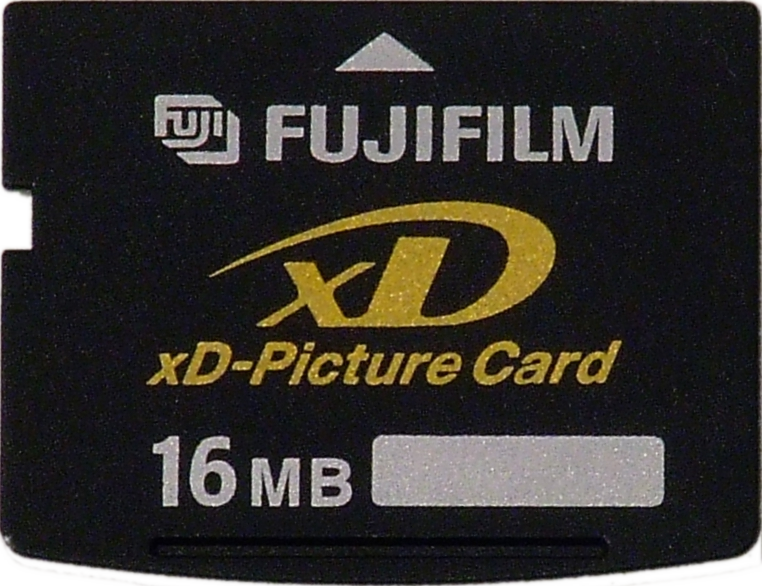